# Villa Rustica (Yarchester)
Die Villa Rustica bei Yarchester ist ein ehemaliger römischer Gutshof (Villa rustica) bei Yarchester in der Gemeinde Harley, Grafschaft Shropshire, in der Region West Midlands in England.
In der Antike lag die Villa ungefähr zehn Kilometer südöstlich der römischen Stadt Viroconium (dem heutigen Wroxeter) in der römischen Provinz Britannia (Britannien). Die Villa lag auf einem kleinen Hügel, an dem im Osten und Westen jeweils ein Bach entlang fließt.
Die Reste der Villa wurden 1956 bis 1958 ausgegraben. Da die Villa nur zum Teil ausgegraben ist, kann man sich nur schwer eine Vorstellung von ihrem einstigen Aussehen machen. Im Süden wurden sechs Räume vollständig ausgegraben, einer von ihnen hatte eine Apsis mit einem Mosaik, das stilistisch in das 4. Jahrhundert n. Chr. datiert. Es zeigt hauptsächlich geometrische Muster. Diese Räume scheinen zu dem südlichen Teil einer Villa mit Innenhof zu gehören. An der Westseite befand sich vielleicht einst eine Kolonnade sowie zwei Eckrisalite. Die gefundene Keramik datiert in das dritte und vierte Jahrhundert. Die einzige gefundene Münze gehört Constantius II. (337 bis 361 n. Chr.).